# Opuntia schumannii
Opuntia schumannii là một loài thực vật có hoa trong họ Cactaceae. Loài này được F.A.C.Weber ex A.Berger mô tả khoa học đầu tiên năm 1904.

## Hình ảnh

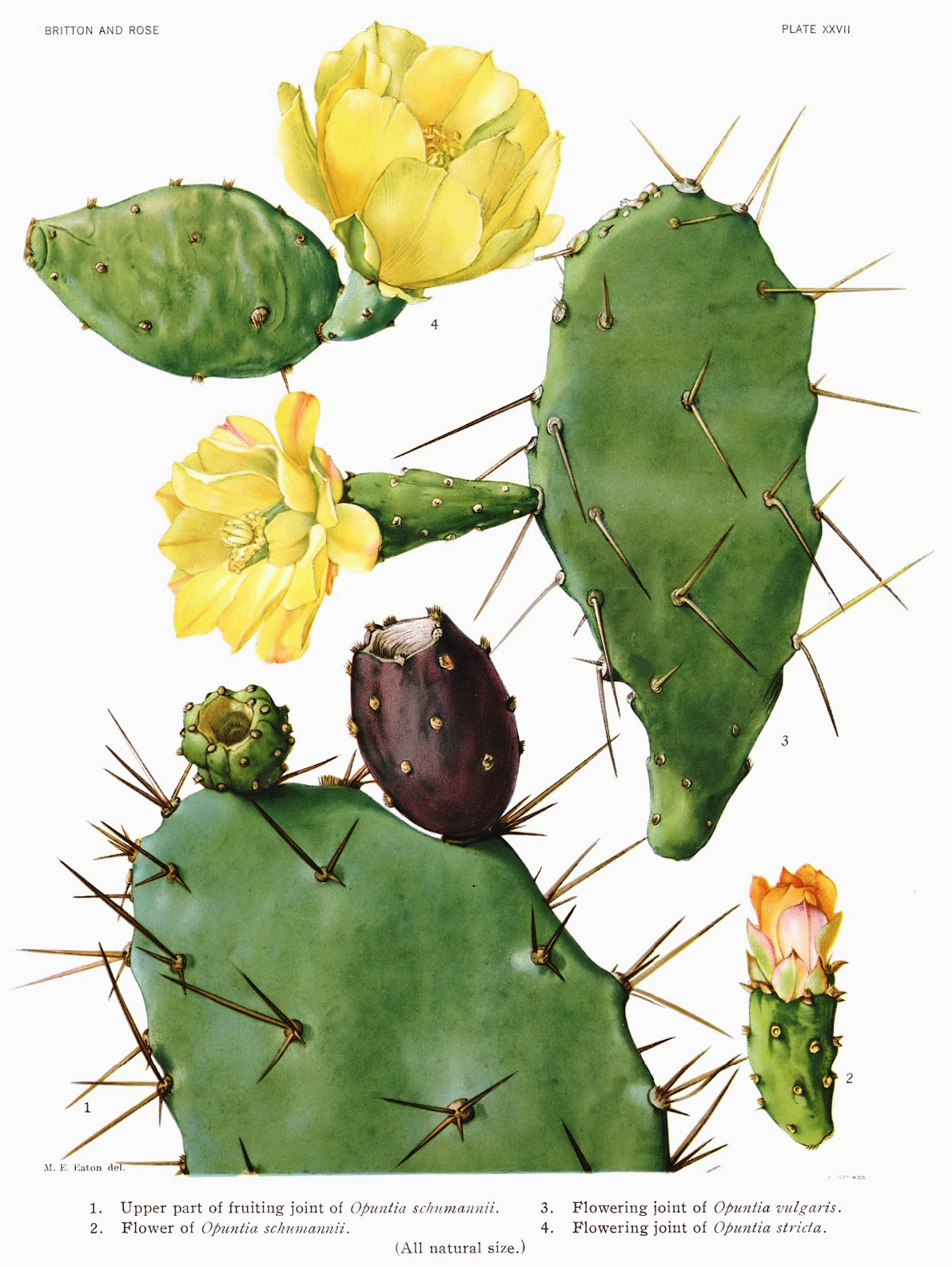